# Мюллер фон Черницки, Отто
О́тто Фердина́нд Мю́ллер фон Черни́цки (нидерл. Otto Ferdinand Muller von Czernicki; 13 марта 1909, Магетан, Восточная Ява — 21 июня 1998, Вапенвелд, Гелдерланд) — нидерландский хоккеист на траве, защитник. Серебряный призёр летних Олимпийских игр 1928 года.

## Биография
Отто Мюллер фон Черницки родился 13 марта 1909 года в округе Магетан в Нидерландской Ост-Индии (сейчас Индонезия).
Играл в хоккей на траве на позиции защитника за «Блумендал» (1926—1930), ХХК (1930), главную и студенческую сборные Нидерландов. Также занимался теннисом и греблей.
В 1928 году вошёл в состав сборной Нидерландов по хоккею на траве на летних Олимпийских играх в Амстердаме и завоевал серебряную медаль. Не провёл ни одного матча.
Работал агротехническим инженером. В 1937 году окончил Вагенингенский университет по специальности «тропическое сельское хозяйство». Был генеральным директором компании Rubber Cultuur Maatschappij «Amsterdam» (сейчас Acomo) до 1957 года, когда Индонезия национализировала все плантации, прежде всего каучука и пальмового масла.
Умер 21 июня 1998 года на нидерландском хуторе Вапенвелд.

## Семья
Был женат на Лили ван Тил (род. 1913).